# Тимко Падура
Тимко́ Паду́ра (пол. Tomasz Padurra, також Тиміш Падура, Томаш Падура, Tymko Padura; 21 грудня 1801 — 8 (20) вересня 1871) — українсько-польський поет, композитор та торбаніст. Автор низки пісень про козаків.
Нащадок дрібношляхетської родини (батьківській герб Сас й по матері герб Задора), що відбилося на його світогляді. Як польський патріот наполягав на необхідності спільної боротьби поляків та українців за незалежність. Був співцем козаччини, популяризував український фольклор та музику.

## Життєпис
Народився в Іллінцях Київської губернії (нині Вінниччина), його батько був брацлавським комірником. По закінченні Іллінецької парафіяльної школи та вінницької гімназії (1820) вступив до Кременецького ліцею, який закінчив 1825 року.
На початку 1825 р. Падура брав участь у спільному з'їзді польського «Патріотичного товариства» («Narodowe Towarystwo Patriotyczne») та декабристів у Житомирі. На засіданні, між іншим, порушувалося питання доречності незалежності «Малоросії» — Падура був доповідачем на цю тему.
Мешкав на дворах магнатів (Потоцьких, Сангушків, Жевуських) як поет-резидент.
Брав участь у Листопадовому повстанні 1830—1831, бився в загоні Вацлава Жевуського, свого особистого приятеля, якому Падура присвятив свою поезію «Золота борода». Впродовж 1830—1832 років був ув'язнений царською владою.

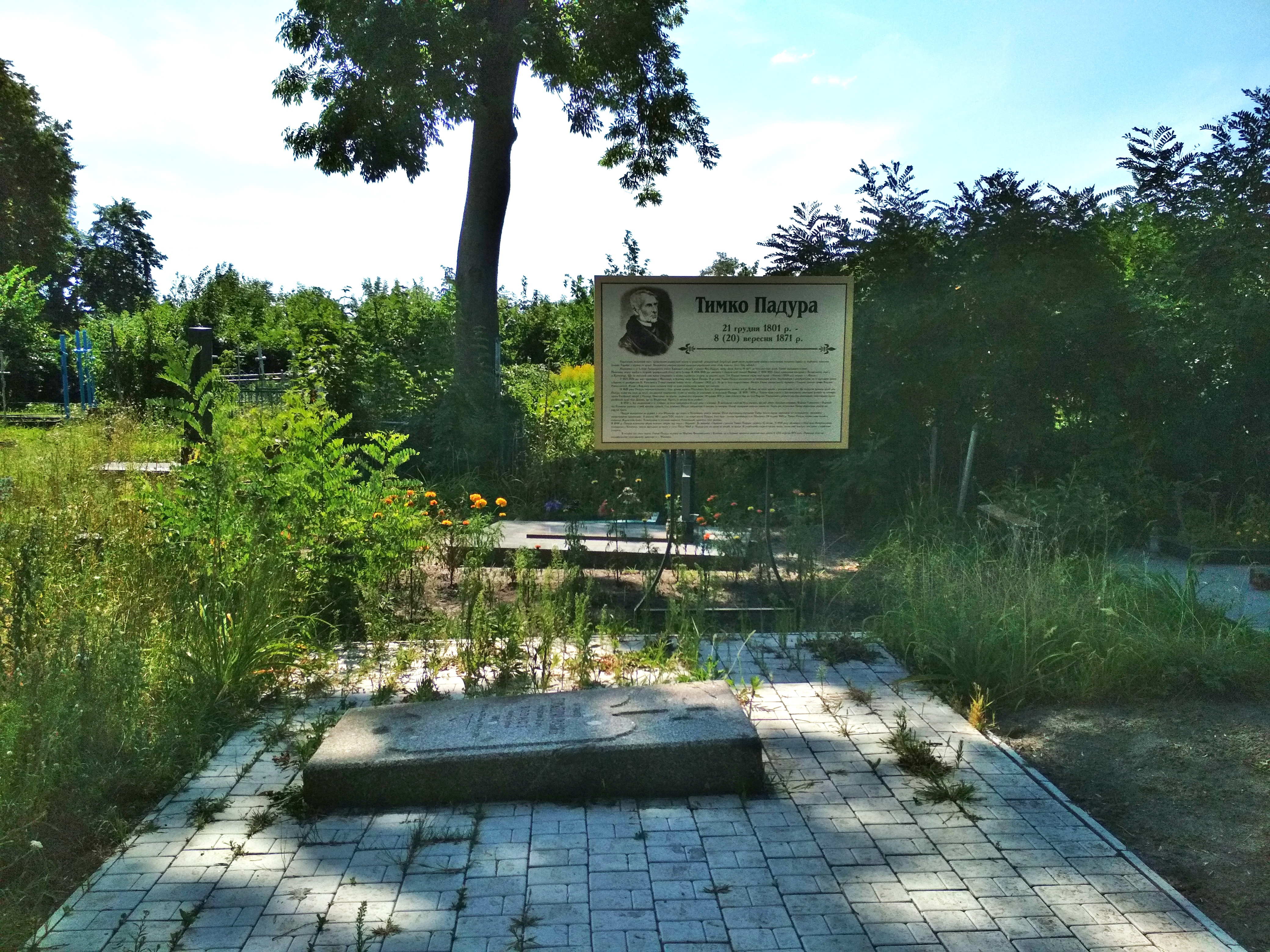
Могила у с. Махнівка на католицькому кладовищі

Після поразки повстання мешкав у своєму маєтку Махнівці біля Бердичева. Був вихователем синів Піюса Борейка з Пикова. Брав участь у панславістичному з'їзді в Празі (1848) делегатом від Польщі. Помер у Козятині, похований у Махнівці (нині село Козятинського району Вінницької області).
Як поет перебував під впливом українського фольклору, творів Юліана Нємцевича, Джорджа Гордона Байрона, Оссіана (див. Джеймс Макферсон). Період його найбільшої творчої активності припадає на кінець 20-х — початок 30-х років XIX ст. Довгий час його твори поширювалися лише в рукописах, що не завадило їх значному впливові на українську літературу як у Наддніпрянщині, так і в Галичині. Імовірно, перша друкована публікація (вірш «Козак») — у тексті «Граматики руської» Йосипа Левицького (Львів, 1830, німецькою мовою). Пізніше Падура публікував цей вірш у значно переробленому вигляді.
Твори українською мовою Падура писав латинкою. Першу окрему публікацію — «Pienia Tomasza Padury» — було здійснено без дозволу автора у Львові 1842 року. Її не можна вважати автентичною, бо до її складу ввійшли не тільки неавторизовані, перекручені тексти, а й низка творів, що взагалі належали іншим авторам.
За власною авторською редакцією вийшла збірка «Ukrainky Tymka Padury» (Варшава, 1844, містила 13 поезій та музичних партитур). Уже після смерті автора у Львові вийшли «Pyśma Tymka Padurry. Wydanie posmertne z awtohrafiw» (1874) — повне зібрання його поетичних та прозових творів, у якому поруч з усіма текстами українською мовою (теж у латинській транскрипції) подавалися їхні переклади польською.
У своїх піснях та думах Падура висловлював захоплення козацькою старовиною, при цьому нарівні з козакофільськими тенденціями відчутна слов'яно- та полонофільська концепція історії України («Від Балтика до Горбат / Якесь желізне плем'я / З леміша кує булат / І носить слов'ян ім'я» — з вірша «Лейстровий»).
До деяких своїх текстів Падура сам складав мелодії, завдяки чому вони ставали народними піснями (їхній популяризації сприяв і сам автор, мандруючи по селах переодягненим «дідом»). Професійні композитори, як польські (Кароль Ліпінський), так і українські, також звертали увагу на твори Падури: так, «Лірника» поклав на музику Микола Лисенко. Пісні Падури виконував торбаніст Григорій Відорт (теж приятель Вацлава Жевуського).
Писав також польською мовою, що дає підстави зарахувати його до так званої «української школи» польської літератури. Певний час вважалося, що він є автором пісні «Hej, sokoły» (її мелодію, зокрема, використано в фільмі Єжи Гоффмана «Вогнем і мечем»), але, як встановили польські дослідники цю пісню написав польський композитор Мацей Каменський. Говорив сам про себе: «Міцкевич великий поет, але хто його знає, а мене співає ціла Польща і Україна».
Тимко Падура перекладав українською мовою поему Адама Міцкевича «Конрад Валленрод».
Після смерті поета, 20 вересня 1871 року в містечку Козятині, Бердичівського повіту, Київської губернії, Валерій Пржиборовський звернувся до його товариша Маріана Васютинського, (в домі якого поет в останні часи прожив та помер), з проханням розповісти відомості про Падуру, необхідні для критичної оцінки літературної діяльності поета. Васютинський виконав прохання.

## Твори

Збірка «Українки», вірш «Козак»
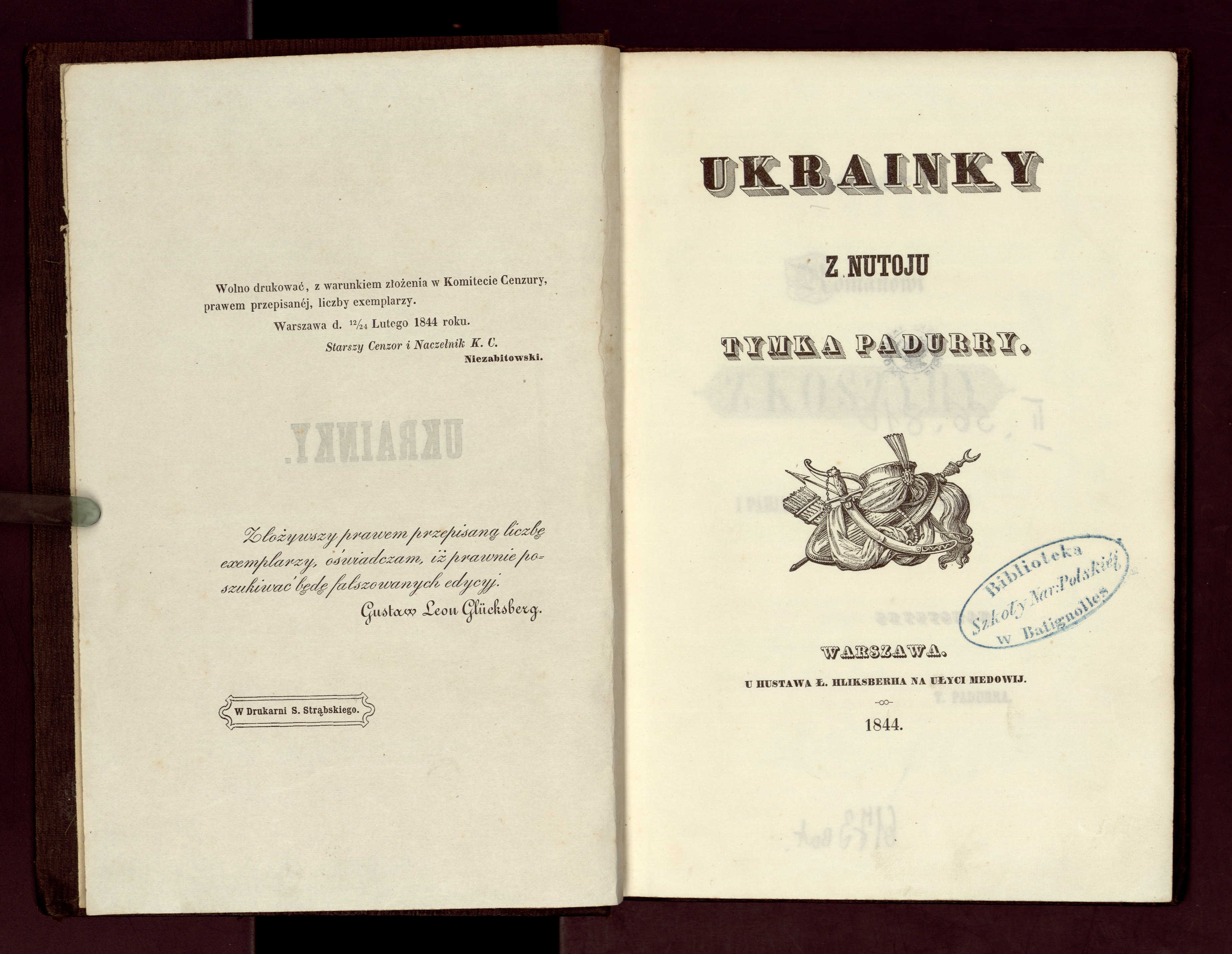
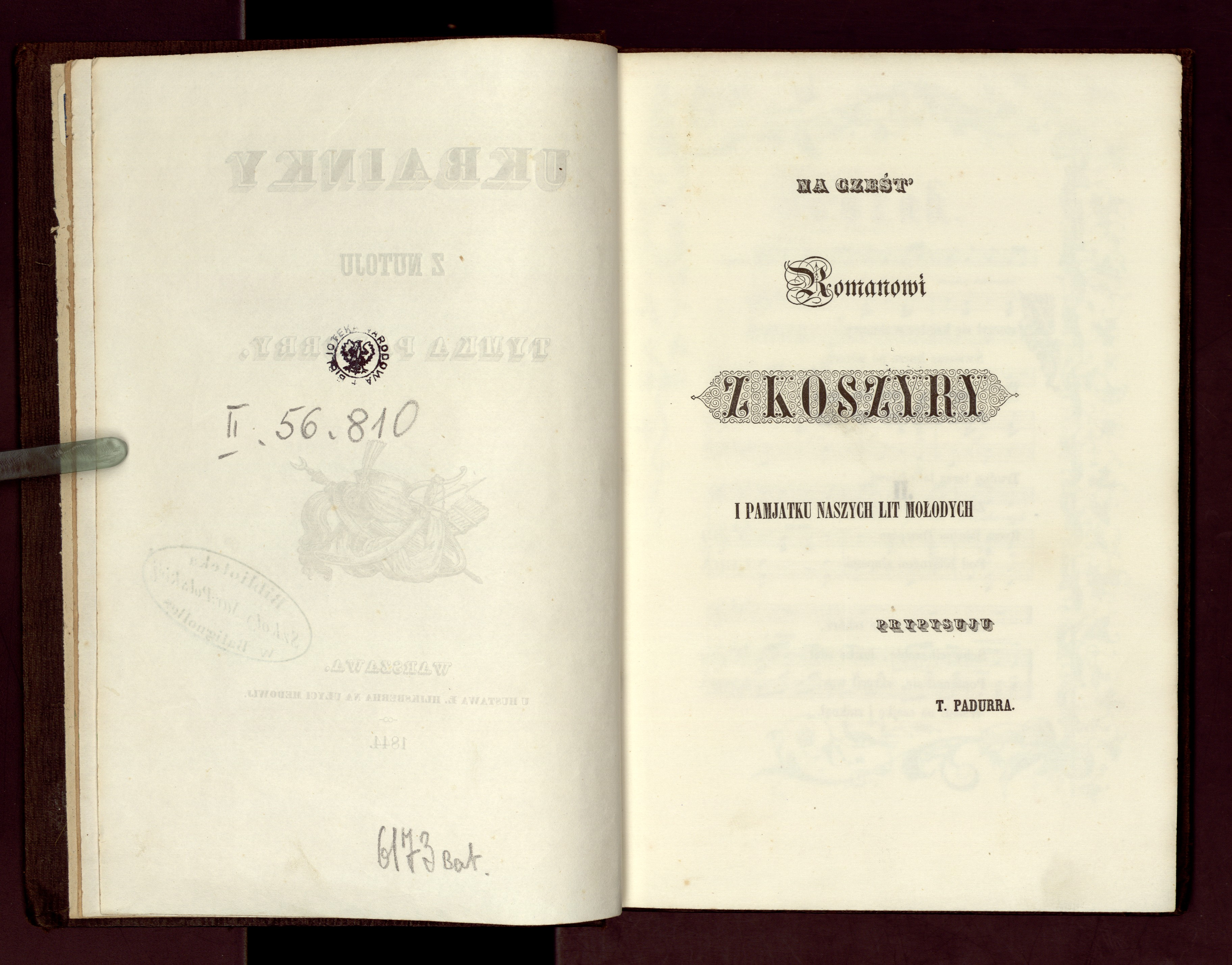
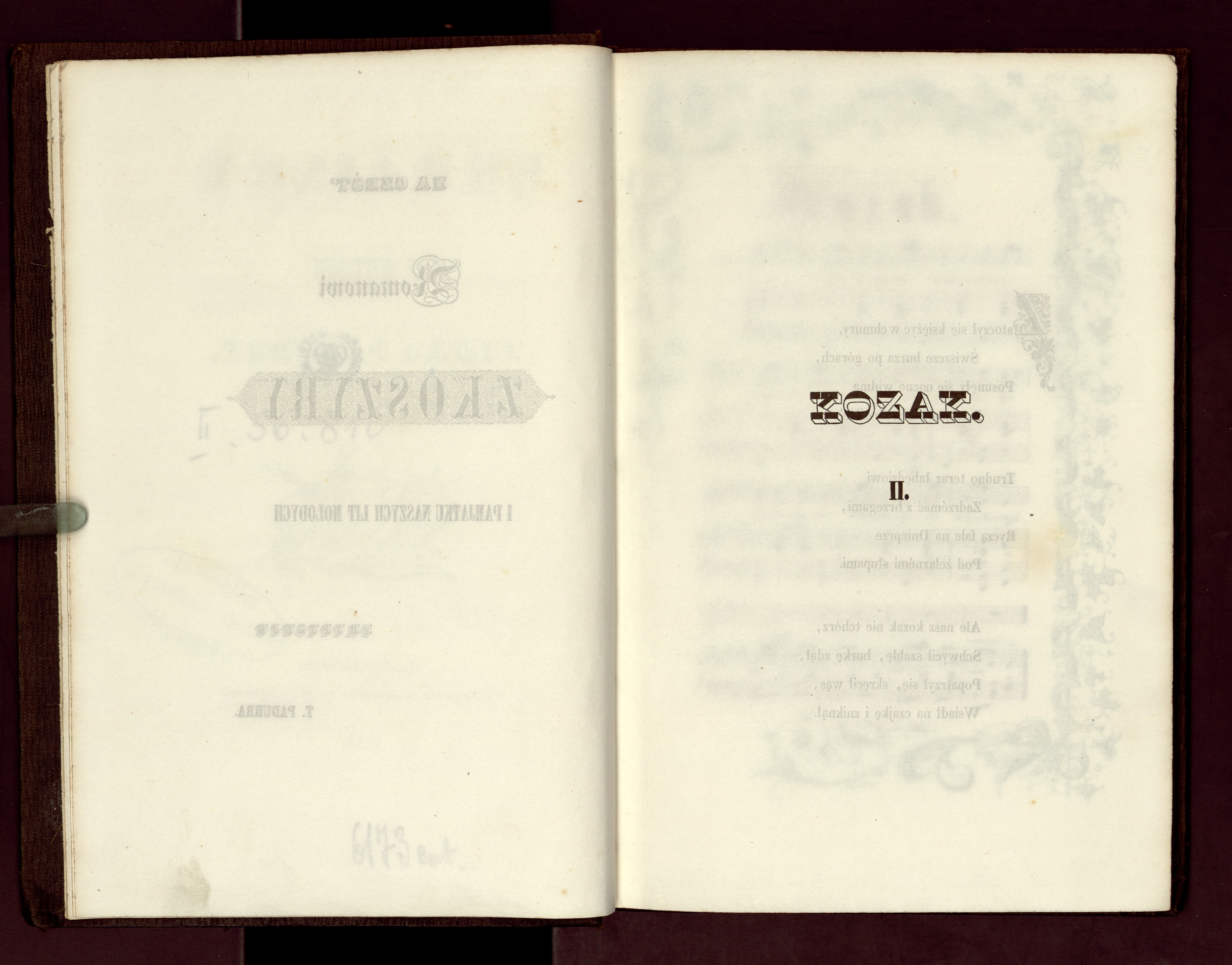
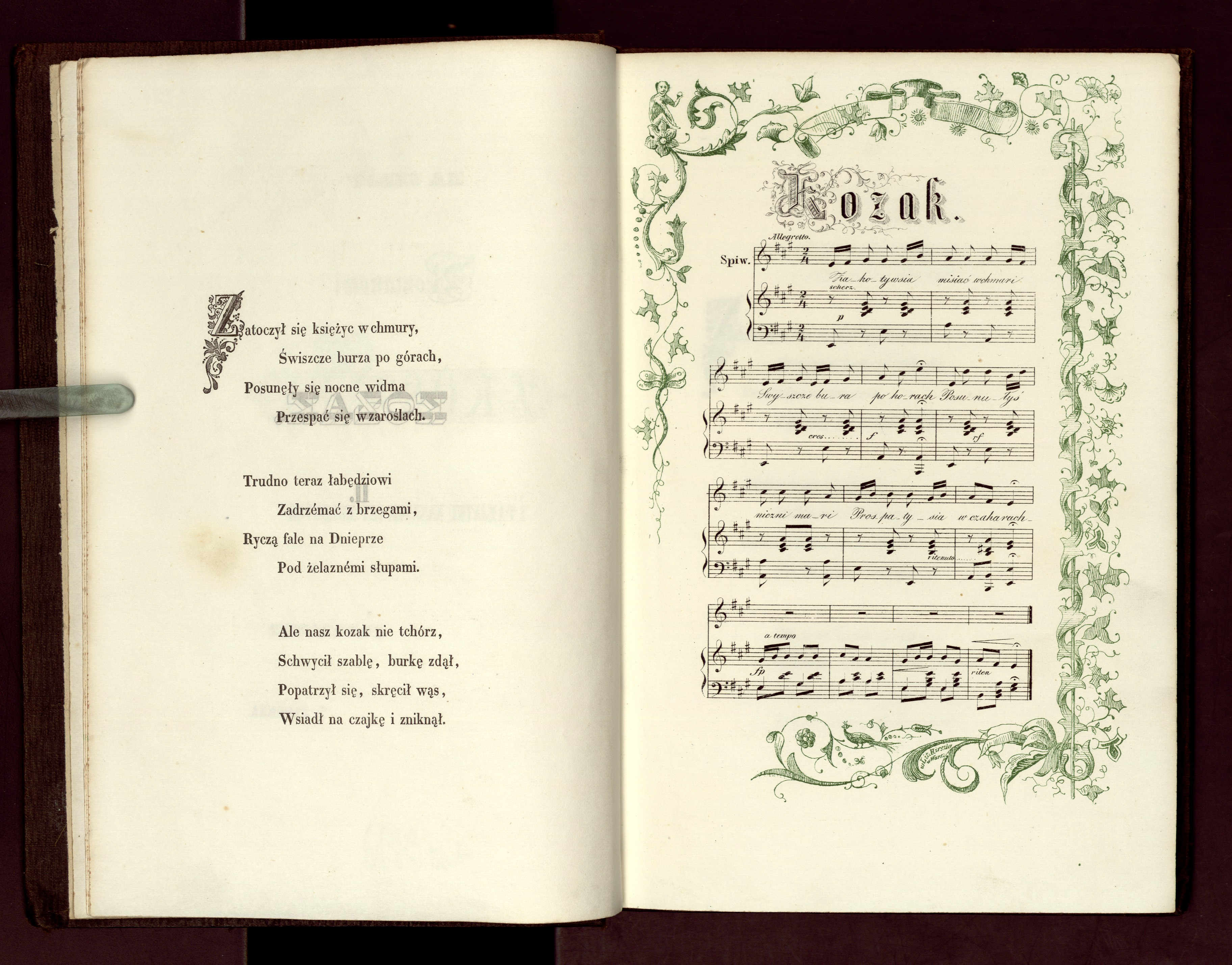
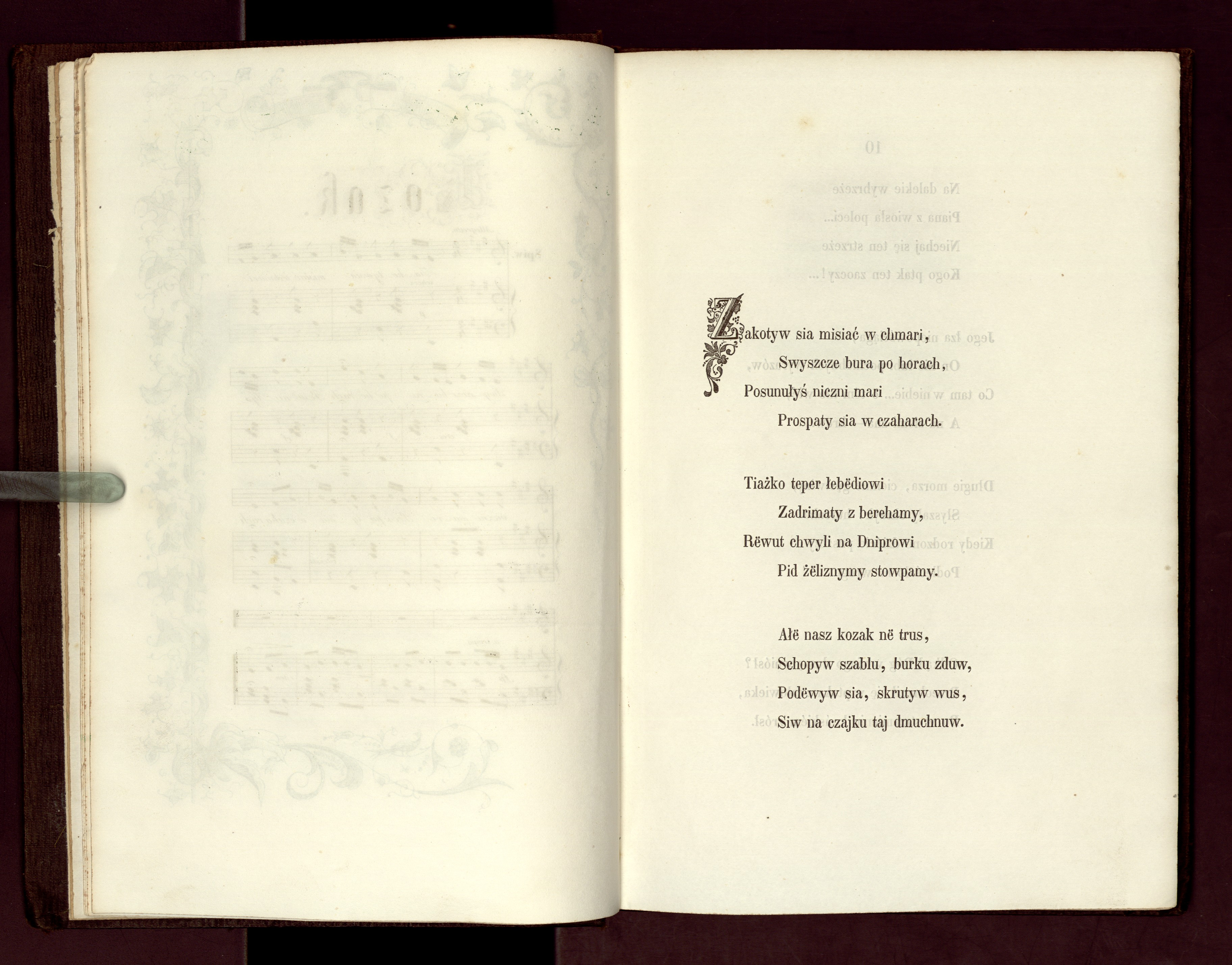
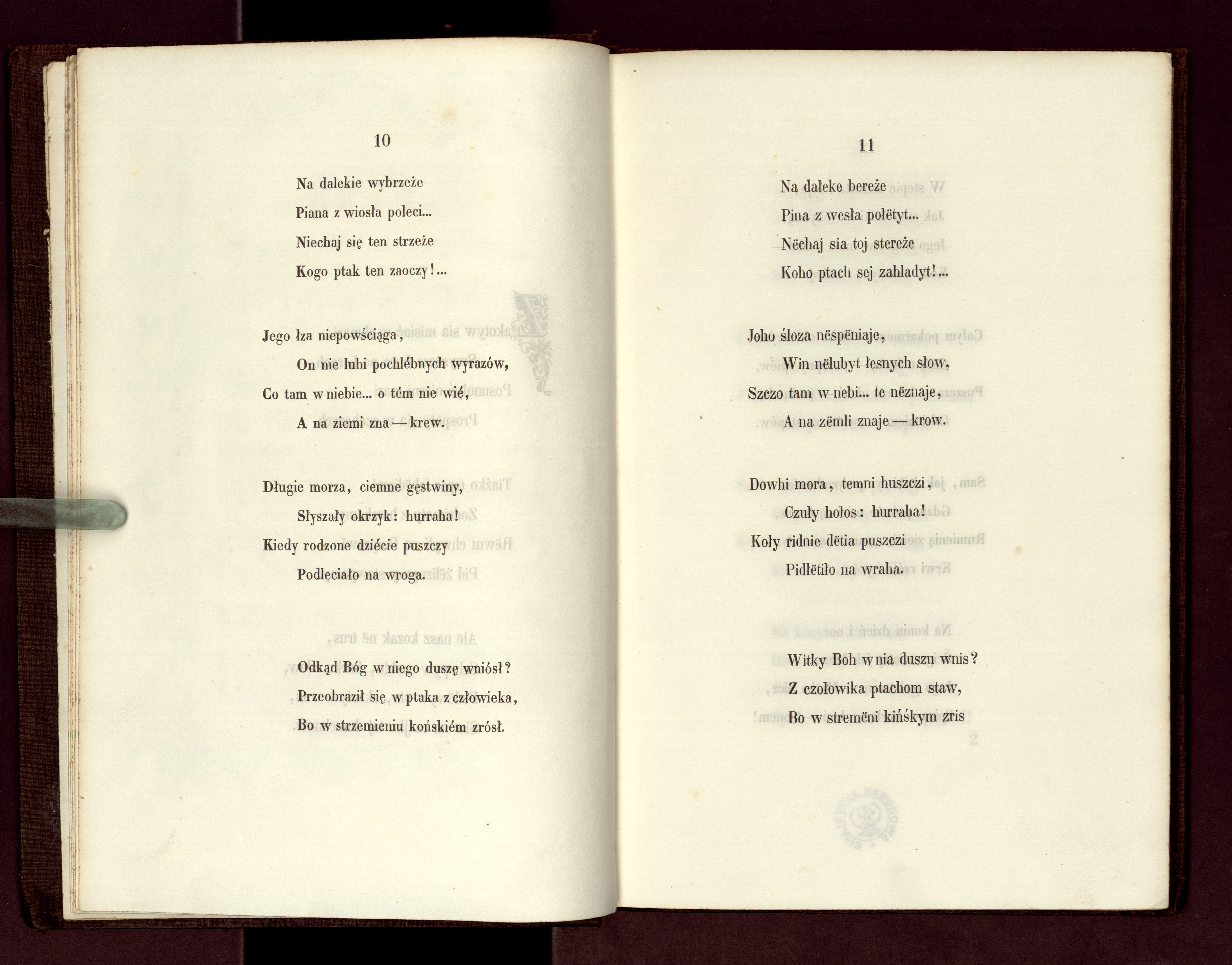
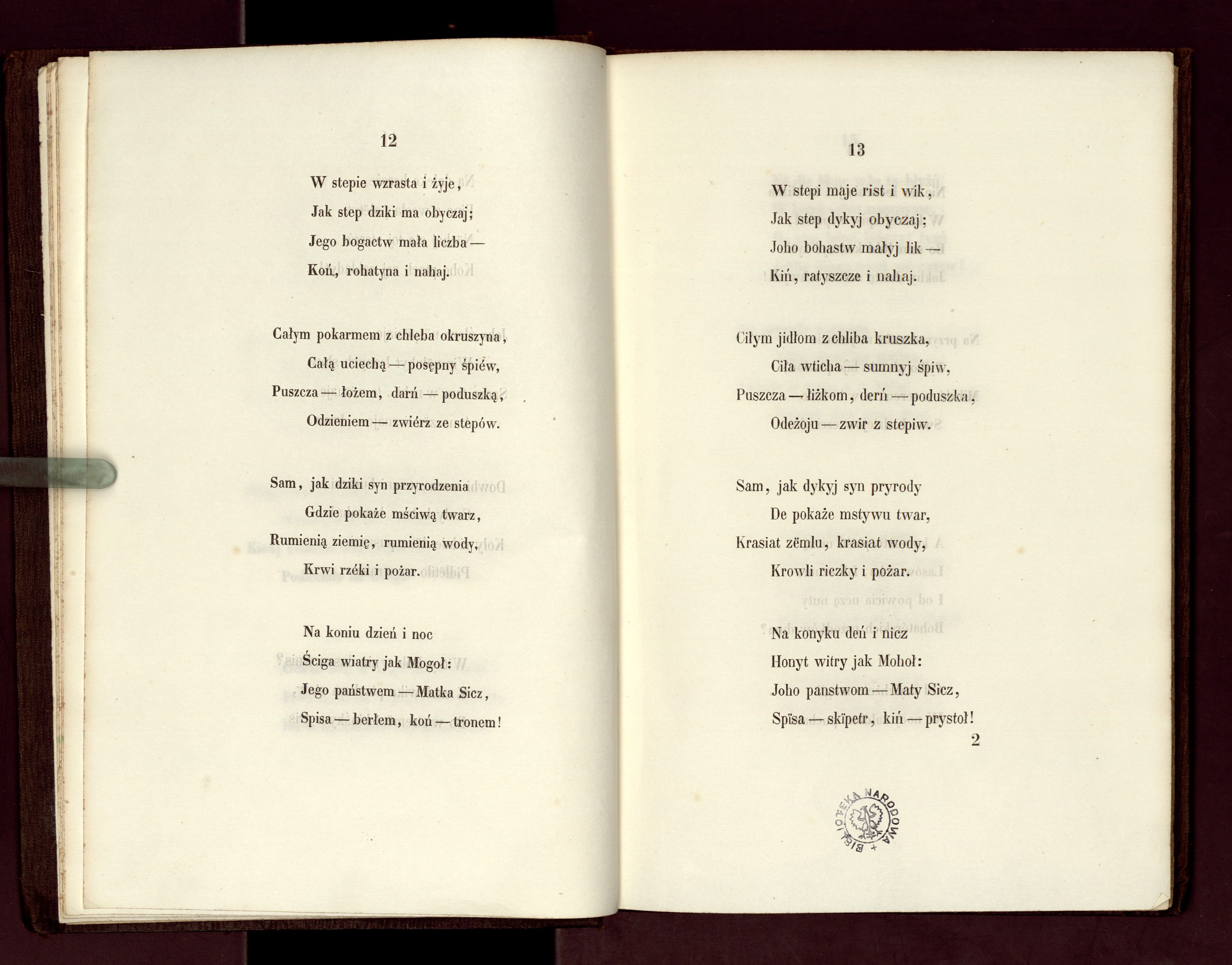
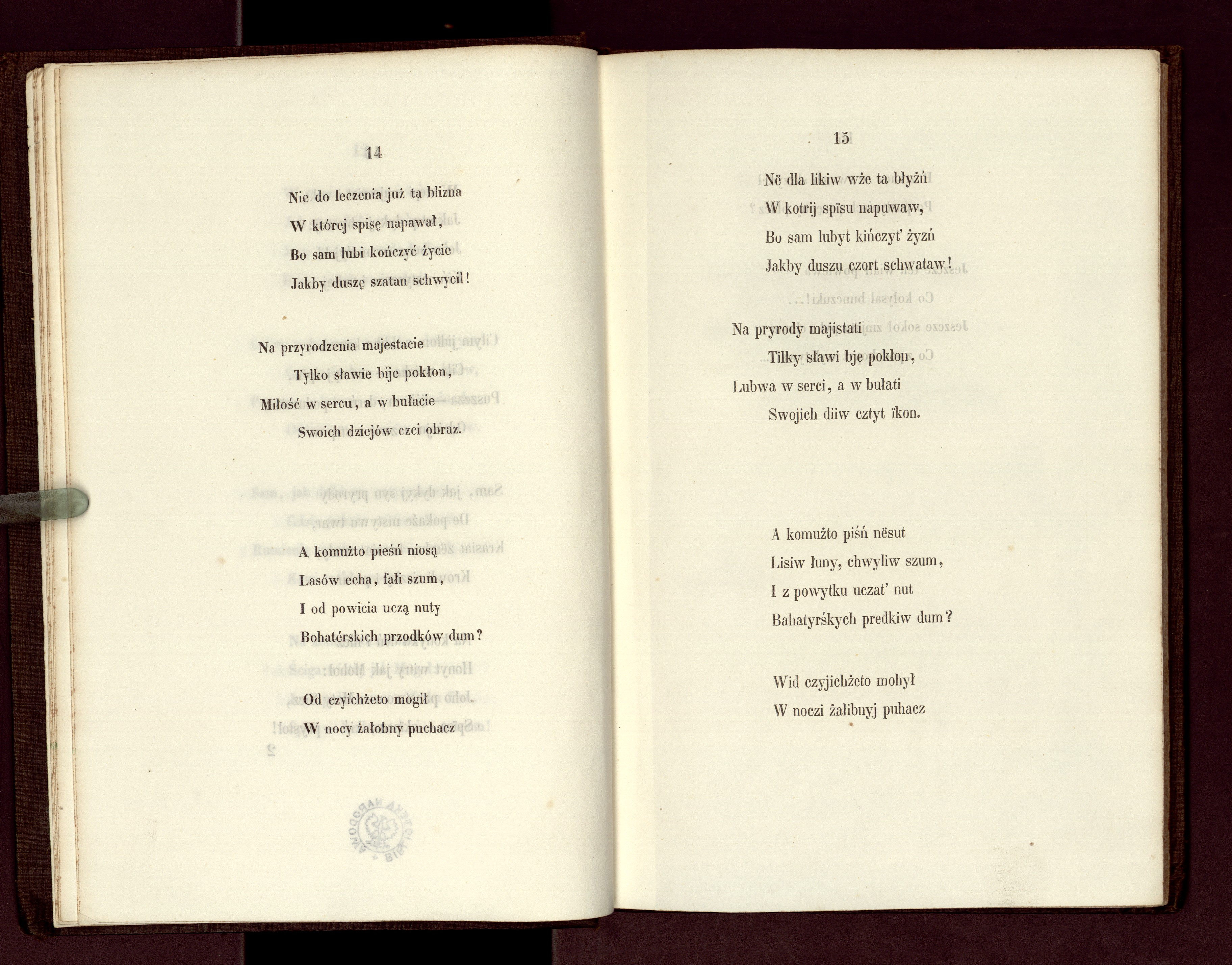
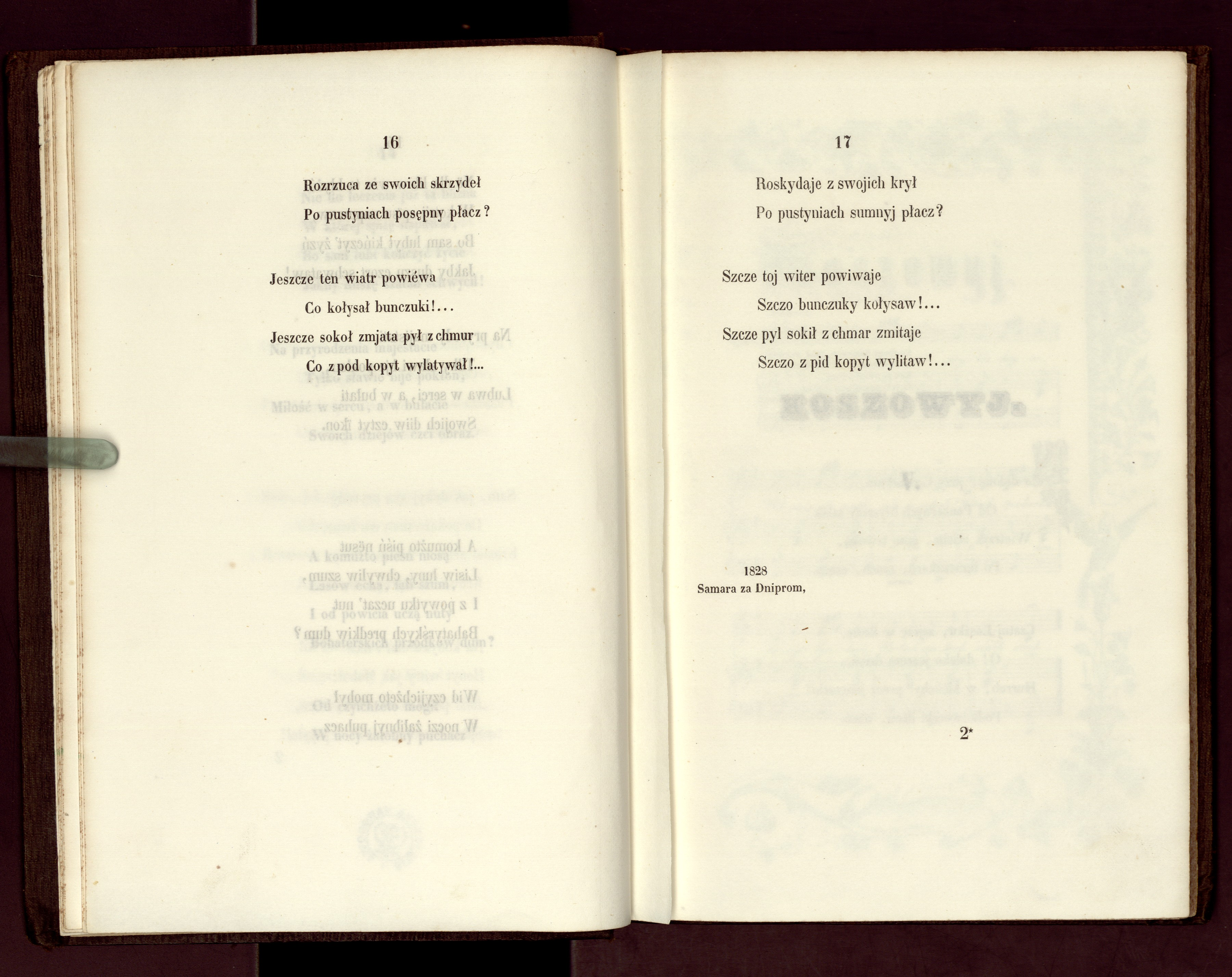

Закотився місяць в хмари, 
Свище буря по горах, 
Посунулись нічні мари
Проспатися в чагарах.

Тяжко тепер лебедьові
Задрімати з берегами;
Ревуть хвилі на Дніпрові
Під желізними стовпами.

Але наш козак не трус, 
Схопив шаблю, бурку здув, 
Подивився, скрутив вус, 
Сів на чайку та й дмухнув.

На далеке береже
Піна з весла полетить…
Нехай ся той стереже, 
Кого птах сей заглядить!

Його сльоза не спиняє, 
Він не любить лесних слов, 
Що там в небі, те не знає, 
А на землі знає — кров.

Довгі моря, темні пущі
Чули голос: гурра-га!
Коли рідне дитя пущі
Підлетіло на врага.

Коли ж козак пана знав, 
Звідки бог в ня душу вніс: 
З чоловіка птахом став, 
Бо в стремені кінськім зріс.

В степу має ріст і вік, 
Як степ дикий обичай;
Його багатств малий лік: 
Кінь, ратище і нагай.

Цілим їдлом — з хліба крушка, 
Ціла втіха — сумний спів, 
Пуща — ліжком, дерн — подушка, 
Одежею — звір з степів.

Сам, як дикий син природи, 
Де покаже мстиву твар, 
Красять землю, красять води
Крові річки і пожар.

На конику день і ніч
Гонить вітри, як могол;
Його панством — мати Січ, 
Списа — скипетр, кінь — престол.

Не для ліків вже та близнь, 
В котрій спису напував, 
Бо сам любить кінчать жизнь, 
Якби душу чорт схватав!

На природи маєстаті
Тільки славі б'є поклон, 
Любва в серці, а в булаті
Своїх діїв чтить ікон.

А кому ж то піснь несуть
Лісів луни, хвилів шум, 
І з повитку учать нут
Богатирських предків дум?..

Від чиїх же то могил
Вночі жалібний пугач
Розкидає своїх крил
По пустинях сумний плач?

Ще той вітер повіває, 
Що бунчуки колисав!..
Ще пил сокіл з хмар змітає, 
Що з-під копит вилітав!..

1828, Самара за Дніпром

## Вшанування пам'яті
- У Львові є вулиця Тимка Падури.
- У Козятині названо провулок на честь Тимка Падури.
- 30 червня 2016 року в Іллінцях на будівлі музичної школи встановлено пам'ятну таблицю на честь Тимка Падури[12][13].